# Phổ Yên
Phổ Yên est une ville de niveau district de la province de Thái Nguyên dans la région du Nord-est du Viêt Nam. 

## Géographie
La superficie de la ville est de 257 km2. 